# Voacanga africana
Voacanga africana es una especie de pequeño árbol perteneciente a la familia de las apocináceas. Es originaria de África tropical.

## Descripción
Es un árbol que alcanza un tamaño de hasta 6 m de altura. Tiene hojas que miden hasta 30 cm de longitud, y el árbol produce flores amarillas o blancas, que se convierten en bayas con semillas amarillas.

## Usos

Estructura química de voacangina

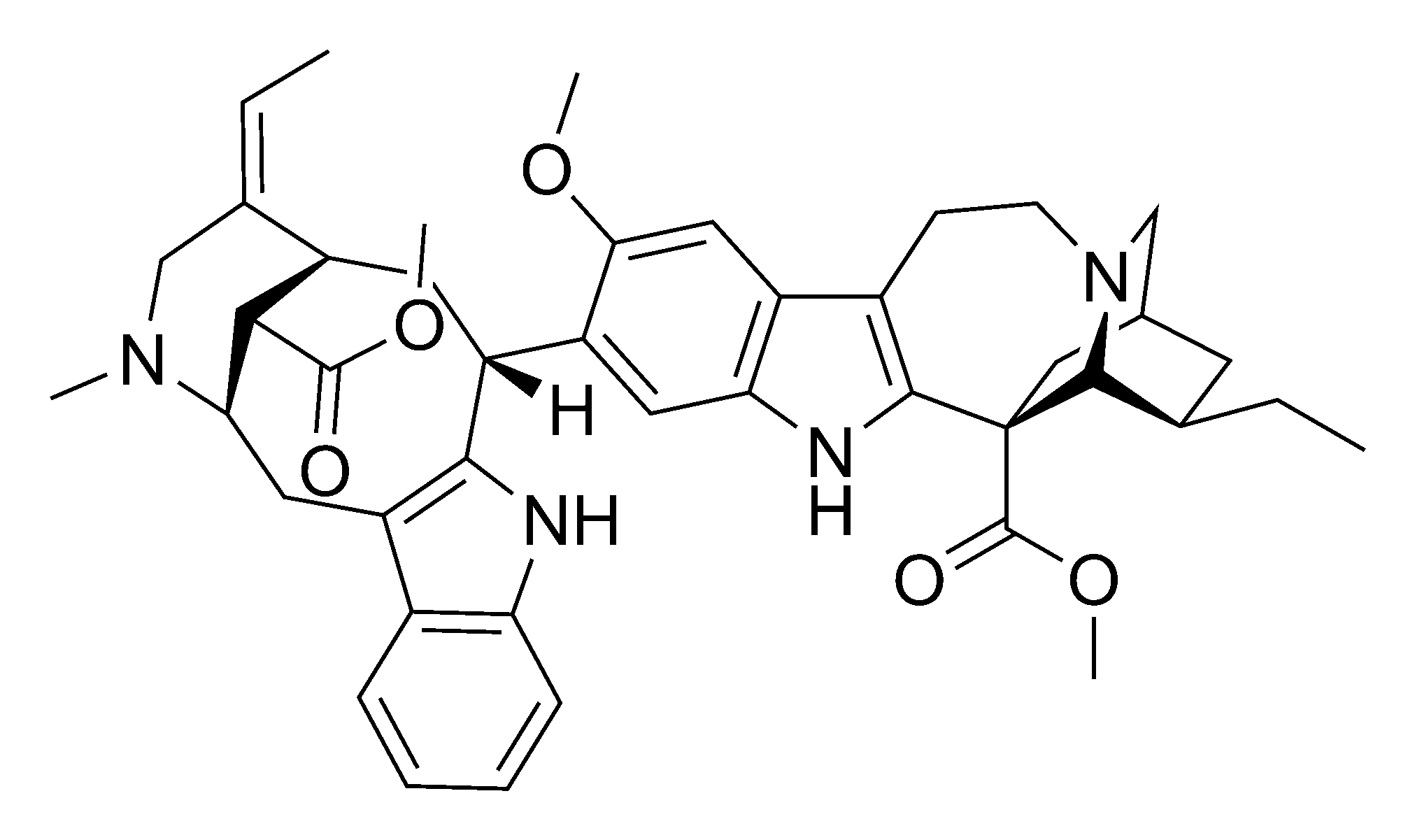
Estructura química de voacamina

La corteza y las semillas del árbol se utilizan en Ghana como un veneno, estimulante , afrodisíaco , y ceremonial psicodélico. Estos efectos se deben a la presencia de una mezcla compleja de alcaloides iboga como la voacangina, voacamina, vobtusina, amataina, akuammidina, tabersonina, coronaridina y vobtusina.
Usos medicinales
Un número de estos compuestos tienen usos farmacéuticos. de interés farmacéutico en particular es la voacangina, que es un precursor común en la semi-síntesis de la medicación anti-adicción ibogaína. Pequeñas cantidades de ibogaína se encuentran en la corteza de la raíz, pero no en cantidad suficiente para tener mucho efecto medicinal.

## Taxonomía
El género fue descrito por Stapf ex Scott-Elliot y publicado en Journal of the Linnean Society, Botany 30(206): 87–88. 1894.
Sinonimia
- Voacanga angolensis Stapf ex Hiern
- Voacanga angustifolia K.Schum.
- Voacanga bequaertii De Wild.
- Voacanga boehmii K.Schum.
- Voacanga eketensis Wernham
- Voacanga glaberrima Wernham
- Voacanga glabra K.Schum.
- Voacanga klainii Pierre ex Stapf
- Voacanga lemosii Philipson
- Voacanga lutescens Stapf
- Voacanga magnifolia Wernham
- Voacanga puberula K.Schum.
- Voacanga schweinfurthii Stapf
- Voacanga schweinfurthii var. parviflora K.Schum.
- Voacanga schweinfurthii var. puberula (K.Schum.) Pichon
- Voacanga spectabilis Stapf[5]